# Jessie Pavelka
Jessie Pavelka (ur. 26 września 1982 w Corpus Christi, w stanie Teksas) – amerykański ekspert fitness, prezenter telewizyjny, model i aktor pochodzenia czeskiego.

## Filmografia
- 2006: Friday Night Lights jako kapitan drużyny
- 2009: DietTribe
- 2009: Rita daje czadu (Rita Rocks) jako Jessie
- 2009: Rise and Fall of Tuck Johnson jako Peter Porker
- 2009: 12 mężczyzn z kalendarza (12 Men of Christmas) jako Henry
- 2012: Otyłość: Rok ratowania mojego życia (Obese: A Year to Save My Life)
- 2012: Incydent Charon (The Charon Incident) jako Clay Davidson
- 2013: Tłuszcz: Walka mojego życia (Fat: The Fight of My Life)